# Heliophanus claviger
Heliophanus claviger är en spindelart som beskrevs av Simon 1901. Heliophanus claviger ingår i släktet Heliophanus och familjen hoppspindlar. Inga underarter finns listade i Catalogue of Life.